# Oligòfag
Un oligòfag és l'organisme que s'alimenta només d'uns pocs tipus d'aliments, com ara diverses espècies de plantes, sovint no relacionats. Per tant, un oligòfag té un espectre alimentari (dieta) molt restrictiu. Un exemple és l'escarabat de la patata, que s'alimenta només de determinades espècies de la família Solanaceae. El mot "oligòfag" prové del grec ὀλιγο- (oligo), «poc» i -φαγω (phago), «menjar».
L'oligòfag es distingeix d'un costat de l'«estenòfag» o «monòfag» que només menja un tipus d'aliment i a l'altre extrem de l'«eurífag» o «polífag» s'alimenta de molts tipus diferents d'aliments i de l'«omnívor» que ho menja tot.